# Hipoplasia pulmonar
La hipoplasia pulmonar (HP) es el desarrollo incompleto de los pulmones , lo que resulta en un número o tamaño anormalmente bajo de segmentos broncopulmonares o alvéolos . Es una malformación congénita , ocurre con mayor frecuencia como consecuencia de otras anomalías fetales que interfieren con el desarrollo normal de los pulmones. La hipoplasia pulmonar primaria ( idiopática ) es rara y, por lo general, no se asocia con otras anomalías maternas o fetales.
La incidencia de hipoplasia pulmonar varía de 9 a 11 por 10 000 nacidos vivos y 14 por 10 000 nacimientos. La hipoplasia pulmonar es una causa relativamente común de muerte neonatal. También es un hallazgo común en los mortinatos , aunque no se considera una causa de estos.

## Causas
Las causas de la hipoplasia pulmonar incluyen una amplia variedad de malformaciones congénitas y otras afecciones en las que la hipoplasia pulmonar es una complicación. Estos incluyen hernia diafragmática congénita , malformación adenomatoide quística congénita , hidronefrosis fetal , síndrome de regresión caudal , tumor mediastínico y teratoma sacrococcígeo con un componente grande dentro del feto. Grandes masas del cuello (como teratoma cervical) también puede causar hipoplasia pulmonar, presumiblemente al interferir con la capacidad del feto para llenar sus pulmones. 
La hidropesía fetal puede ser una causa o, por el contrario, una complicación.
La hipoplasia pulmonar se asocia con oligohidramnios a través de múltiples mecanismos. Ambas condiciones pueden resultar de un bloqueo de la vejiga urinaria . El bloqueo evita que la vejiga se vacíe y la vejiga se vuelve muy grande y llena. El gran volumen de la vejiga llena interfiere con el desarrollo normal de otros órganos, incluidos los pulmones. La presión dentro de la vejiga se vuelve anormalmente alta, lo que causa una función anormal en los riñones y, por lo tanto, una presión anormalmente alta en el sistema vascular que ingresa a los riñones. Esta alta presión también interfiere con el desarrollo normal de otros órganos. Un experimento en conejos demostró que el oligohidramnios también puede causar HP directamente.
La hipoplasia pulmonar se asocia con la dextrocardia  embrionaria en el sentido de que ambas afecciones pueden resultar de errores tempranos de desarrollo, lo que da lugar a trastornos cardíacos congénitos .
La HP es una causa directa común de muerte neonatal resultante de la hipertensión inducida por el embarazo.